# Moby-Dick (Oper)
Moby-Dick ist eine Oper in zwei Akten von Jake Heggie (Musik) mit einem Libretto von Gene Scheer nach Herman Melvilles Roman Moby-Dick. Die Uraufführung fand am 30. April 2010 an der Dallas Opera statt.

## Handlung
Die Oper spielt im Jahr 1820 auf dem Walfängerschiff Pequod. Dessen Kapitän Ahab hat bei einer früheren Fahrt durch einen Moby Dick genannten weißen Wal ein Bein verloren und ist nun besessen darauf, diesen aufzuspüren und zu erlegen.

### Erster Akt
Tag eins. Der Walfänger Pequod ist seit einer Woche auf See
Szene 1. Es ist einige Stunden vor Sonnenaufgang. Während unter Deck die meisten Besatzungsmitglieder schlafen, betet der Harpunier Queequeg, ein Eingeborener der (fiktiven) Insel Kokovoko, in seiner polynesischen Heimatsprache („Fune ala“). Der Neuling Greenhorn erwacht davon. Sie unterhalten sich über die Religion, und Greenhorn erzählt, aus welchen Gründen er auf das Schiff gekommen ist.
Szene 2. Nach Tagesanbruch werden alle zur Arbeit gerufen („All hands!“), und die Mannschaft hisst die Segel. Die drei Maate Starbuck, Stubb und Flask unterhalten sich über den eigenbrötlerischen Kapitän Ahab, der sich tagsüber nie sehen lässt und stattdessen nachts an Deck umhergeht. Die Seeleute sehnen sich nach der Jagd und der anschließenden Rückkehr in ihre Heimat. Der Kapitän nagelt eine Goldunze an den Mast, die derjenige bekommen soll, der als erster Moby Dick erblickt. Die Jagd auf diesen Wal sei der einzige Zweck dieser Fahrt. Die Harpuniere treten vor, trinken gemeinsam Grog und schwören Moby Dick den Tod. Nachdem wieder Ruhe eingekehrt ist, sucht Starbuck ein Gespräch mit dem Kapitän. Er hält diese Mission für blasphemisch und weist ihn darauf hin, dass er angeheuert habe, um Wale zu jagen und nicht um seinen Kommandanten zu rächen.
Szene 3. Starbuck weist Greenhorn auf die Gefahren des Walfangs hin („You, Greenhorn, with me“). Als Greenhorn ihm mitteilt, dass keine Familie auf ihn warte, wird Starbuck von Gedanken an seine eigene Frau und seinen Sohn überwältigt und bittet Queequeg, Greenhorn in seine Aufgaben einzuweisen, was dieser akribisch tut. Da erblickt Stubb eine Gruppe Wale. Alle versammeln sich an Deck – doch zu ihrer Enttäuschung verbietet Kapitän Ahab die Jagd, da kein weißer Wal darunter ist. Starbuck schickt Greenhorn auf den Ausguck.
Szene 4. Bei Sonnenuntergang sinnt Ahab über seine Mission nach. Er hat mittlerweile jede Freude am Leben verloren. Auf dem Ausguck betrachten Greenhorn und der ihm hinauf gefolgte Queequeg die Welt. Sie sind bereit zum Kampf mit dem Wal. Unterdessen beklagt Starbuck die Besessenheit des Kapitäns, der genau wisse, was die anderen von ihm halten.
Tag zwei. Drei Monate später
Szene 5. Stubb und der Kabinenjunge Pip unterhalten sich fröhlich über die um das Schiff kreisenden Haie, die das Walfleisch am liebsten direkt vom Knochen fressen („Well, Stubb, wise Stubb“). Ihre gute Laune animiert die anderen Seeleute zum Tanz – doch auf einmal kommt es zum Streit zwischen Mitgliedern der verschiedenen Ethnien, und eine Prügelei entsteht. Erst als Greenhorn eine Gruppe Wale sichtet, beruhigt sich die Lage wieder. Starbuck überredet Ahab, die Männer dieses Mal auf Jagd gehen zu lassen. Während Starbuck und Stubb erfolgreich sind, kentert das Boot von Flask. Pip wird aus dem Boot gespült und anschließend vermisst.
Szene 6. Auf der Pequod wird der getötete Wal zerlegt und das Öl ausgelassen. Starbuck teilt dem Kapitän mit, dass Stubb, Queequeg und Greenhorn immer noch auf dem Meer nach Pip suchen („We did our best to find him“), doch Ahab kann nur an seine eigene Suche nach Moby Dick denken. Flask berichtet Starbuck, dass viele der Ölfässer lecken.
Unter Deck versucht Starbuck, den Kapitän davon zu überzeugen, den nächsten Hafen anzulaufen, um die Fässer auszubessern. Ahab ist uneinsichtig. Seine Sorge gilt einzig Moby Dick. Als Starbuck ihn auf die Schiffseigner hinweist, die Rendite erwarten, bedroht Ahab ihn mit seiner Muskete. Nur der Ausruf Greenhorns, dass Pip lebend gefunden wurde, verhindert Schlimmeres, und Ahab wirft Starbuck hinaus.
Greenhorn erzählt den anderen, wie Queequeg den Jungen gegen die Strömung schwimmend gerettet hat. Während Pip nach seinem Schock wild phantasiert, gehen die anderen wieder an die Arbeit. Greenhorn weist Starbuck auf den Zustand des Jungen hin. Da dieser nicht darauf eingeht, erkennt Greenhorn, dass der Heide Queequeg mehr Mitgefühl gezeigt hat als die Christen an Bord. Er beschließt, sich mit ihm anzufreunden.
Szene 7. Erneut geht Starbuck in Ahabs Kabine („Captain Ahab? I must speak with you“). Da der Kapitän schläft, nimmt sich Starbuck seine Muskete. Er hätte nun die Chance, seine Probleme zu beenden. Doch als Ahab im Schlaf aufschreit, legt er die Waffe wieder weg und geht hinaus.

### Zweiter Akt
Tag drei. Ein Jahr später
Szene 1. Ein großer Sturm zieht auf („Rolling white caps“). Unbeeindruckt davon singen Stubb, Flask und andere ein fröhliches Lied. Da befiehlt Ahab, direkt in den Sturm hinein zu fahren. Oben in der Takelage teilt Greenhorn Queequeg seinen Wunsch mit, nach dem Ende der Fahrt mit ihm seine Heimatinsel zu besuchen. Dort will er seine Sprache lernen und ihre Erlebnisse niederschreiben. Plötzlich bricht Queequeg zusammen und fällt auf das Deck. Ahab lässt die Fahrt jedoch nicht unterbrechen, sondern lässt Queequeg unter Deck bringen und übernimmt persönlich den Ausguck – er will die Goldunze nun selbst verdienen.
Szene 2. Queequeg glaubt, dass er sterben werde („Something change. Here in heart“). Er bittet Greenhorn, einen Sarg für ihn anfertigen zu lassen. Man solle ihn darin auf dem Meer treiben lassen. Pip kommt hinzu und singt ein melancholisches Lied, in das Greenhorn einstimmt. 
Szene 3. Das Schiff befindet sich nun mitten im Sturm. Blitze und Elmsfeuer erleuchten die Masten („Light, thou leapest out of darkness“). Ahab hält letzteres für ein gutes Omen. Trotz der Einwände Starbucks befiehlt er wie in Ekstase, die Posten zu halten.
Tag vier. Der nächste Morgen
Szene 4. Die Pequod hat den Sturm überstanden. Ein anderes Schiff, die Rachel, fährt heran („Captain Ahab!“). Deren Kapitän Gardiner fleht Ahab an, ihm bei der Suche nach seinem 12-jährigen Sohn zu helfen, der seit dem Sturm vermisst werde. Trotz der Bitten der Mannschaft lehnt Ahab es ab, seine Fahrt zu unterbrechen. Pip phantasiert, dass er den Jungen gesehen habe: er sei mit den anderen ertrunken. Er verletzt sich selbst und beschmutzt Ahabs Kleidung mit seinem Blut. Ahab schickt ihn in seine Kabine. Nachdem die anderen wieder an ihre Arbeit gegangen sind, verflucht Ahab Gott. Er tauft seine neue Harpune im Namen des Teufels mit Pips Blut.
Szene 5. Unter Deck betrachtet Greenhorn den Sarg Queequegs und sinnt über den menschlichen Wahn nach („Human madness is a cunning and most feline thing“).
Szene 6. Eine weitere Begegnung zwischen dem Kapitän und Starbuck verläuft friedlicher (The Symphony: „Ah Starbuck. It is a mild, mild wind“). Ahab erzählt, dass er, seit er vor vierzig Jahren seinen ersten Wal erlegt hatte, lediglich drei Jahre an Land verbracht habe. Einen Sinn könne er darin nicht mehr sehen. Als er Starbuck in die Augen blickt, erinnert er sich an seine eigene Frau und seinen Sohn, die in Nantucket auf ihn warten. Starbuck überredet ihn, die Fahrt abzubrechen und in die Heimat zurückzukehren.
Szene 7. In diesem Moment erblickt Ahab den weißen Wal („There! There! She blows!“). Die Mannschaft versammelt sich aufgeregt. Nun können auch Starbucks Mahnungen Ahab nicht mehr vom Kampf abbringen. Er befiehlt Starbuck, an Bord der Pequod zu bleiben, während die anderen in die Boote steigen. Auch Queequeg rafft sich noch einmal auf. Doch Moby Dick zerstört zwei der Boote und versenkt auch die Pequod. Als letztes greift er das Boot des Kapitäns an. Bevor Ahab selbst im Meer versinkt, gelingt es noch, den Wal zu harpunieren.

### Epilog
Greenhorn hat die Katastrophe als einziger überlebt. Auf dem Sarg Queequegs im Meer treibend betrauert er seinen Freund („Fune ala“), bis er von dem immer noch nach seinem Sohn suchenden Kapitän Gardiner gerettet wird. Als Gardiner ihn nach seinem Namen fragt, antwortet Greenhorn mit den Worten „Call me Ishmael“ – den Anfangsworten der Romanvorlage.

## Gestaltung

### Instrumentation
Die Orchesterbesetzung der Oper enthält die folgenden Instrumente:
- Holzbläser: drei Flöten (eine auch Piccolo), drei Oboen (eine auch Englischhorn), drei Klarinetten (eine auch Bassklarinette), drei Fagotte (eine auch Kontrafagott)
- Blechbläser: vier Hörner in F, drei Trompeten in C, zwei Posaunen, Bassposaune
- Schlagzeug (zwei Spieler), eine Pauke
- Harfe
- Streicher
- Bühnenmusik: Tamburin (gespielt von Pip), weitere von der Besatzung als Schlagzeug genutzte Gegenstände[2]

### Musik
Die Oper ist durchkomponiert. Dem ersten und zweiten Akt sind jeweils ein Prelude und der fünften Szene des ersten Akts ein Interlude vorangestellt. Es gibt Ariosi und ein Duett.
Die Musik lässt sich grundsätzlich mit den Worten „eingängig und eklektisch“ („accessible and eclectic“) beschreiben. Sie ist weitgehend tonal und erinnert gelegentlich an Claude Debussy, Benjamin Britten, Samuel Barber oder Philip Glass. Die Wurzeln bestimmter rhythmischer Kombinationen liegen im Jazz. Trotz aller Anklänge an andere Komponisten dominiert Heggies persönlicher Stil die Partitur. Die Seemannslieder der Mannschaft stammen vollständig aus seiner Hand.
Schon in der Ouvertüre werden wichtige Hauptmotive vorgestellt. Über einer e-Moll-Basis von Streichern, Harfe und Triangel, das vielleicht die Weite des Meeres und die daraus resultierende Einsamkeit darstellt, spielen die Bläser zunächst eine aufsteigendes Figur aus zwei Noten, die sich zu einem einfachen wiedererkennbaren Motiv erweitern, das die Tonleiter auf- und abwandert. Die Klarinette fällt mit dem später Queequeg zugeordneten Thema ein, und beide Motive werden von weiteren Instrumenten aufgegriffen. Anschließend spielt die Oboe das Thema von Ahabs Arie „I leave a white and turbid wake“, das dessen Besessenheit charakterisiert. Heggie behandelt die Zuordnung solch wiederkehrender Motive zu den einzelnen Charakteren, Gefühlslagen oder Gegenständen freier als bei echten Leitmotiven.
Der Orchesterfarbe ist große Bedeutung zugewiesen. Durch Soloinstrumente und ungewöhnliche Instrumentalkombinationen entsteht ein kaleidoskopischer Effekt. Entsprechendes gilt auch für die Gesangsstimmen. Die Rolle des Ahab wird von einem Heldentenor gesungen. Er ist zugleich Held, Halbgott, Militäroffizier und verwundeter Seemann und erinnert in seiner inneren Zerrissenheit an Verdis Otello. Eine weitere Farbe kommt durch die Besetzung des Schiffsjungen Pip mit einem Sopran als einziger Frauenstimme hinzu. Die Gesangsensembles bestehen aus übereinandergeschichteten Monologen der einzelnen Charaktere.

### Libretto
Das Libretto von Gene Scheer hält sich eng an die Vorlage Melvilles. Es berücksichtigt vor allem die äußere Handlung, während die philosophischen Kommentare über den Walfang und das Wesen der Welt nur angedeutet werden. Im Vordergrund stehen der Konflikt zwischen Ahab dem ersten Maat Starbuck sowie die beginnende Freundschaft zwischen Queequeg und Greenhorn. Um den zeitlichen Rahmen der Oper nicht zu sprengen, wurden alle an Land spielenden Teile der Vorlage ausgelassen, so dass die gesamte Oper auf See spielt. Heggie und Scheer bedauerten, dass dadurch einige interessante Charaktere und Entwicklungen keinen Eingang in die Oper fanden. Sie verlagerten einige Handlungselemente wie die Entstehung von Queequegs und Greenhorns Freundschaft daher auf das Schiff. Dazu erfand Scheer einige Szenen neu und integrierte sie in die Originalszenen. Die Rolle des Ishmael (der Erzähler des Romans) wurde deutlich aufgewertet und mit zusätzlichen Szenen versehen. Heggie plante von Anfang an, dessen Anfangsworte „Call me Ishmael“ zu den Schlussworten der Oper zu machen. Das machte es notwendig, ihm in der Oper zunächst einen anderen Namen – Greenhorn – zu geben.:3–4
Direkt aus der Vorlage übernahm Scheer die „Quarter-Deck“-Szene (Ahab schwört seine Mannschaft auf ihre Mission ein), die „Sonnenuntergang“-Szene (Ahab erkennt, dass er das Leben nicht mehr genießen kann), die „Chart“-Szene (Ahab tötet Starbuck beinahe), die „Symphonie“-Szene (Ahab schaut Starbuck in die Augen) und die „Jagd“-Szene (Ahab harpuniert Moby Dick und findet mit seiner Mannschaft den Tod). In diesen Szenen nutzte Scheer auch die poetische Sprache Melvilles.:4

## Werkgeschichte
Jake Heggie erhielt den Auftrag zu Moby-Dick im Jahr 2005 von der Dallas Opera. Noch vor der Uraufführung schlossen sich die San Francisco Opera, die San Diego Opera, die State Opera of South Australia und die Calgary Opera dem Vertrag an. Die Komposition entstand in enger Zusammenarbeit des Komponisten mit seinem Librettisten Gene Scheer, dem Dramaturgen Leonard Foglia und dem Dirigenten Patrick Summers. Nach einem ersten Workshop im Jahr 2009 begann die fünfwöchige Probenphase Ende März 2010.:11 Zwei Stunden vor Beginn der Uraufführung an der Dallas Opera am 30. April 2010 brach das komplette Computersystem zusammen und konnte gerade noch rechtzeitig wieder repariert werden.:vii Die digitalen Projektionen Elaine McCarthys sind integraler Bestandteil der Oper und sollen auch bei künftigen Produktionen verwendet werden.:5
Die musikalische Leitung der Uraufführung hatte Patrick Summers, Regie führte Leonard Foglia, das Bühnenbild stammte von Robert Brill, die Projektionen von Elaine McCarthy, das Lichtdesign von Donald Holder und die Kostüme von Jane Greenwood. In den Hauptrollen sangen Ben Heppner (Captain Ahab), Stephen Costello (Greenhorn), Jonathan Lemalu (Queequeg), Morgan Smith (Starbuck), Talise Trevigne (Pip) und Matthew O’Neill (Flask). Anschließend wurde das Werk von den anderen auftraggebenden Häusern übernommen. Die Uraufführung war ein riesiger Erfolg. Die sechs Aufführungen in Dallas wurden vom Publikum und der Presse begeistert aufgenommen.:1
Ein Mitschnitt der Produktion der San Francisco Opera wurde national im Fernsehen übertragen und anschließend auf DVD veröffentlicht. Hier übernahm Jay Hunter Morris die Rolle des Ahab. Die übrige Besetzung war identisch mit derjenigen der Uraufführung.
Weitere Aufführungen gab es 2014 an der Washington National Opera, 2015 an der Los Angeles Opera und 2016 als Wiederaufnahme an der Dallas Opera.
In den Jahren 2010/2011 komponierte Heggie während seiner Residenz an der University of North Texas in Denton eine Symphonie mit Solo-Tenor auf Basis der Monologe des Ahab.
David Patrick Stearns, der Rezensent der Gramophone, verglich Moby-Dick mit den großen Ozean-Opern Billy Budd (Britten) und L’amour de loin (Saariaho). Er vermisste einzig eine schlüssige Motivation des Gehorsams von Ahabs Mannschaft. Die musikalische thematische Entwicklung der Partitur bewertete er als das Werk eines „Meister-Komponisten“. Manuel Brug stellte das Werk in der Uraufführungs-Rezension der Opernwelt dagegen zwischen Gilbert & Sullivans Militäroperette H.M.S. Pinafore und Billy Budd, dessen „Intensität und Härte“ es jedoch nicht erreiche. Ein Hauptproblem sei der zu lange aufgeschobene „Showdown“. Positiv bewertete er allerdings die musikalische und szenische Qualität der Aufführung.